# Hans Stilp
Hans Stilp jun. (* 19. April 1882 in Fürstenfeld; † 5. November 1956 in Wien) war ein österreichischer Komponist.

## Leben
Hans Stilps Vater, Hans Stilp sen., war Musiklehrer und Dirigent der Musikkapelle von Fürstenfeld. Stilp genoss schon von Jugend an eine musikalische Ausbildung und war anschließend als Schauspieler, Regisseur, Theaterdirektor und Komponist unter anderem in Graz und Wien tätig.

## Werk
Stilp trat vor allem als Komponist von Blasmusik in Erscheinung, wobei der Marsch Grazer Bummler die größte Verbreitung erfuhr.
- Grazer Bummler, Marsch
- Klage, Trauermarsch
- Radetzky-Ouvertüre
- Vaterlandstreue, Marsch